# 高千穂町立岩戸中学校
高千穂町立岩戸中学校（たかちほちょうりつ いわとちゅうがっこう）は、かつて宮崎県西臼杵郡高千穂町大字岩戸にあった公立の中学校。
2015年（平成27年）3月末をもって閉校し、高千穂町立高千穂中学校に統合された。

## 概要
歴史
1947年（昭和22年）の学制改革によって創立。2015年（平成27年）3月末をもって閉校し、68年の歴史に幕を下ろした。
校章
中央に「中」の文字を置いている。
校歌
1958年（昭和33年）制定。作詞は上徳憲一、作曲は見山富士夫による。歌詞は3番まであり、各番の歌詞中に校名の「岩戸中学校」が登場する。
通学区域
- 大字岩戸（高千穂町立岩戸小学校区）
- 大字上岩戸（高千穂町立上岩戸小学校[1]区）

## 沿革

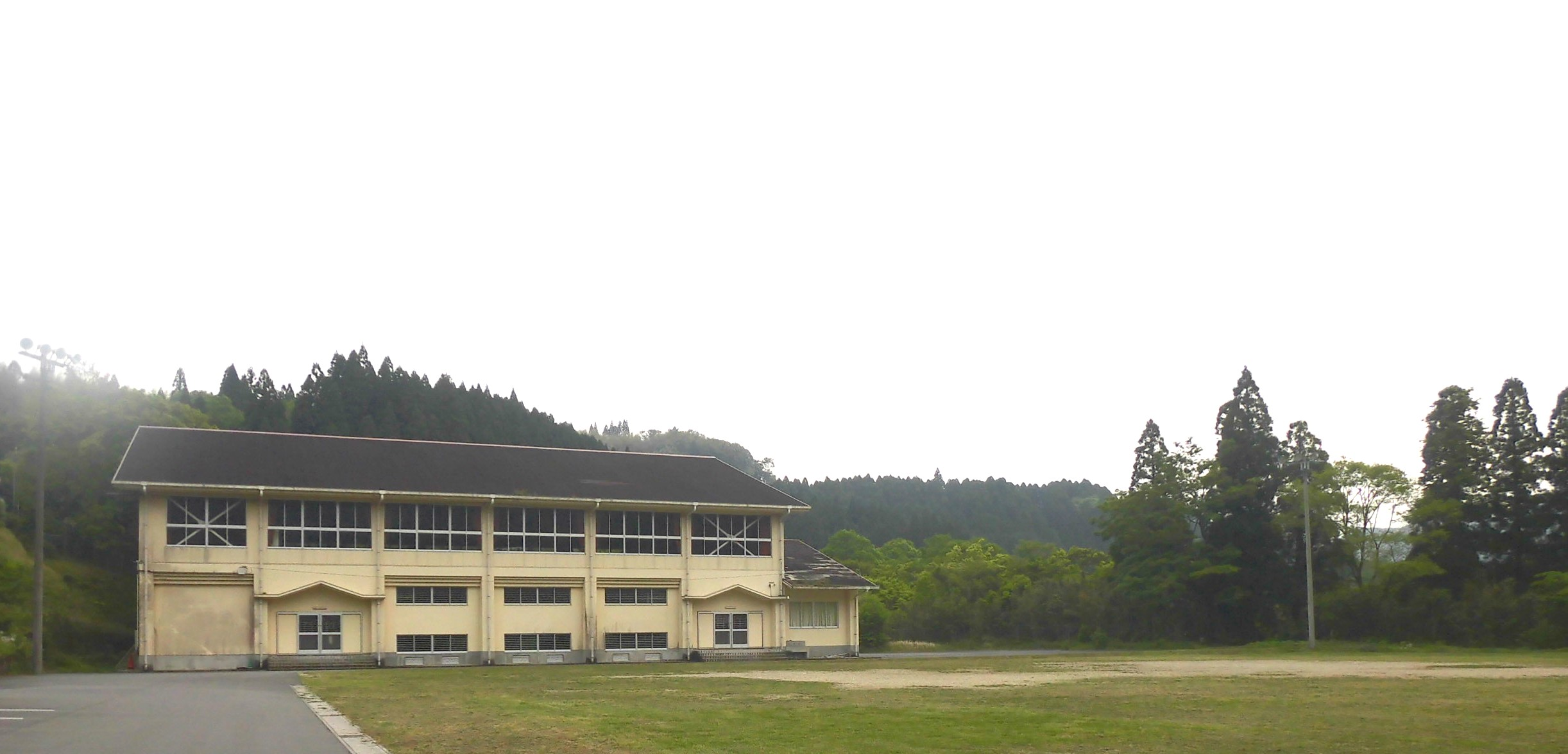
体育館

- 1947年（昭和22年）- 学制改革（六・三制の実施）が行われる。
  - 4月1日 - 岩戸国民学校初等科が、新制小学校「岩戸村立岩戸小学校」に改組・改称。
  - 4月30日 - 岩戸国民学校高等科が青年学校普通科と統合の上、新制中学校「岩戸村立岩戸中学校」への改組・改称が認可される。
    - 岩戸村立山裏小学校[1]に「山裏分校」を併置。

  - 5月8日 - 岩戸村立岩戸小学校にて開校式を挙行。初代校長は山崎隆就。
  - 5月16日 - 本校は青年学校校舎で、山裏分校は山裏小学校[1]校舎で授業を開始。
- 1948年（昭和23年）
  - 4月 - 青年学校の廃止に伴い、校舎・校地等を継承。
  - 8月 - 木造新校舎（6教室）が完成。
  - 11月20日 - 山裏分校を廃止の上、本校に統合。
- 1949年（昭和24年）10月 - 第三校舎（3教室）が完成。
- 1951年（昭和26年）4月 - 第一校舎を解体の上、移築。
- 1954年（昭和29年）5月 - 特別教室が完成。
- 1956年（昭和31年）
  - 7月 - 工作室が完成。
  - 10月1日 - 町村合併に伴い、「高千穂町立岩戸中学校」（最終名）に改称。
- 1958年（昭和33年）3月 - 創立10周年を記念し、校歌・校旗を制定。
- 1959年（昭和34年）3月 - 体育館が完成。
- 1962年（昭和37年）3月 - 鉄骨ブロック平屋建て校舎（3教室）が完成。
- 1969年（昭和44年）4月 - 特殊学級を設置。
- 1972年（昭和47年）1月 - 体育館を増設。
- 1974年（昭和49年）5月7日 - 鉄筋コンクリート造4階建新校舎に一部移転。
- 1975年（昭和50年）4月 - 新校舎（第二期工事）が完了し、全生徒が新校舎に移転を完了。
- 1982年（昭和57年）3月 - 上津瀬歩道橋が完成。
- 1989年（平成元年）9月 - 技術室を移転。部室が完成。
- 1990年（平成2年）3月 - 校旗を新調。
- 1992年（平成4年）2月 - パソコンを設置。
- 1993年（平成5年）2月 - 校庭を拡張。
- 1997年（平成9年）7月 - 創立50周年記念式典を挙行。
- 2003年（平成15年）3月 - 上瀬橋が開通。
- 2015年（平成27年）
  - 2月14日 - 閉校記念式典を挙行。
  - 3月31日 - 高千穂町立高千穂中学校への統合により、閉校。最終年度在籍生徒数 51名（3年生を含む）

跡地の活用
- 2015年（平成27年）8月 - 管理棟新築工事に伴い、高千穂町立岩戸小学校が仮校舎として移転。
  - 岩戸小学校が使用を終了した後は、鉄筋コンクリート造4階建ての校舎は解体され、体育館（高千穂町岩戸体育館）のみが残されている。
  - グラウンドの北側には高千穂町立天岩戸保育園の新園舎が完成し、2019年（平成31年）3月に移転の上、同年4月に開園している。

## 交通
最寄りのバス停留所
- ふれあいバス岩戸線 「岩戸中学校」停留所より徒歩1分。

最寄りの幹線道路
- 大分県道・宮崎県道7号緒方高千穂線

## 周辺
- 仰慕窟・天安河原[2]（洞窟の中の神社）

## 参考資料
- 「高千穂町史 本編」（高千穂町、1972年（昭和47年）3月30日発行）p.694

## 公式サイト
- 高千穂町立岩戸中学校